# Praydidae
Famille
Les Praydidae sont une famille de lépidoptères de la super-famille des Yponomeutoidea. Elle regroupe 3 genres et 47 espèces,.

## Systématique
Ce taxon était auparavant considéré comme une sous-famille, sous le nom de Praydinae, et inclus dans la famille des Yponomeutidae ou dans celle des Plutellidae.

## Liste des genres
D'après Funet :
- Prays Hübner, [1825]
- Atemelia Herrich-Schäffer, 1853
- Distagmos Herrich-Schäffer, 1853